# غوستافو توليدو
غوستافو توليدو (بالإسبانية: Gustavo Toledo)‏ (19 سبتمبر 1989 في الأرجنتين - ) هو لاعب كرة قدم أرجنتيني في مركز الدفاع. لعب مع إنديبندينتي وبانفيلد.

## وصلات خارجية
- غوستافو توليدو على موقع قاعدة بيانات كرة القدم.إي يو (الإنجليزية)
- غوستافو توليدو على موقع Soccerway.com (الإنجليزية)